# De Oplichters
De Oplichters is een televisieprogramma van productiehuis Toreador waarin Tom Waes samen met Steven Boen, Véronique Leysen, Pascale Pelsmaekers en Jeroen Buyse verschillende vormen van oplichting uittesten op de nietsvermoedende Vlaming, waarbij de slachtoffers worden gefilmd met verborgen camera's.
Het programma, gebaseerd op het BBC-programma The Real Hustle, werd vanaf 29 april 2010 uitgezonden door VT4 en telde zes afleveringen. De opnames dateerden wel al van 2008.
In elke aflevering was er een bekende Vlaming te gast die oplichter voor één dag werd.

## Afleveringen
| Afl. | Uitzenddatum  | Gastoplichter               |
| ---- | ------------- | --------------------------- |
| 1    | 29 april 2010 | Kevin Janssens              |
| 2    | 6 mei 2010    | Bart De Pauw                |
| 3    | 13 mei 2010   | Axel Daeseleire             |
| 4    | 20 mei 2010   | Véronique De Kock           |
| 5    | 29 mei 2010   | Nathalie Meskens            |
| 6    | 3 juni 2010   | geen (compilatieaflevering) |